# Имплантацијско крварење
Имплантацијско крварење може се десити око 10-14 дана након зачећа када се оплођено јаје закачи за унутрашњу слузницу материце. Ово померање јајета може довести до благог крварења или мрља, што је сасвим нормално и не би требало да захтева никакву медицинску помоћ. Генерално, око трећине трудница ће доживети имплантацијско крварење. Иако су по времену сличне женском менструалном циклусу, ова два крварења су различита. Имплантацијско крварење је лакше од менструалног крварења, зауставља се спонтано и не захтева лечење.

## Етиологија
До имплантацијског крварења долази након отприлике 10-14 дана од зачећа (након што се сперма споји са јајном ћелијом), када тако настао ембрион покушава да се усади у зид материце. Овај процес може оштетити неке крвне судове унутар зида материце и изазвати крварење.
Како се физиолошка менструација јавља  у периоду од 11 до 14 дана након овулације (када се јајна ћелија ослободи из фоликула) зачеће је могуће у те дане. То је један разлог зашто  се често меша нормална менструација са имплантацијским крварењем, јер неке жене једноставно верују да им се менструација јавила неколико дана раније, а заправо се ради о имплантацијском крварењу које се обично дешава недељу дана пре очекиваног периода меснструалног крварења.
На пример, ако сте сексуално активни и очекујете менструацију 25. јануара, онда бисте могли да доведете у питање било које мрље које имате између 18. јануара и 25. јануара као могуће имплантацијско крварење. Није уобичајено да се имплантацијско крварење појави пре овог времена или након овог периода што се очекује или изостане менструација. Међутим, могуће је да жена  доживи овулацију рано у периоду плодности и процес имплантације је брз, или доживи овулацију касно у периоду плодности и процес имплантације је спор.
Жене знају како изгледа њихов нормалан менструални ток, и све док не узимају никакве нове лекове (укључујући контрацепцију и хитну контрацепцију) или имају промену у нивоу стреса, онда су њихов менструални проток крви, боја и конзистенција крви обично исти. Дакле, када се појави светлија, ружичаста мрља крви, то ће изгледати помало неадекватно.

## Значај
Праћење имплантацијског крварења је од значаја ако жена покушава да затрудни,  али многе жене које немају ту жељу не доживљавају нити примећују имплантацијске мрље чак и када се оне појаве, и буду затечене напланираном трудноћом.

## Клиничка слика
Симптоми имплантацијског крварења сматраму се једним од раних симптома трудноће (барем једним од првих знакова који се могу лако препознати за мајку). Пошто се имплантацијско крварење дешава у време следеће менструације, многе жене су збуњене да ли је у питању могућа трудноћа или менструација. Ево других знакова имплантацијског крварења:
- Лагани или слаби грчеви (мањи од нормалног грчева)
- Промене расположења
- Главобоље
- Мучнина
- Омекшавање  дојке
- Болови у доњем делу леђа

Ово симптоми могу бити симптоми ПМС- а или симптоми овулације , тако да њихово присуство заједно са ружичастим/браонкастим мрљама крви не гарантује да то има везе са трудноћом. 

## Дијагноза
Ако жена није сигурни коју врсту крварења има, препоручује се да сачека три дана и/или након што крварење престане уради тест на трудноћу. Међутим често је за тест на трудноћу пре изостанка менструације или током имплантационог крварења једноставно преран да би дао коначне резултате. У идеалном случају, најпожељније је сачекати недељу дана након крварења или изостанка менструације како би резултат био тачнији.
У начелу имплантацијско крварење је знак потенцијалне трудноће, међутим ако је тест на трудноћу показао негативан резултат, постоји велика шанса да жена није  трудна. 

## Диференцијална дијагноза
Имплантацијско крварење изгледа мало другачије од менструације код просечне жене. Важно је запамтити да све жене немају исти проток крви током менструалног периода. Неки ће имати јачи проток током менструације, док друге могу доживети мало више непредвидљивости.
Ово су кључне разлике између имплантацијског крварења и менструације:
Боја
Било да је тешка или лагана, већина жена је упозната са бојом менструације (обично је менструална крв светле до тамноцрвене боје). Имплантацијско крварење је, међутим, типично светло розе до тамно браон (боје рђе).
Згрушавање
Неке жене доживљавају изражено згрушавање током менструације, док неке уопште не уочавају много угрушака. За рзлику од менструалног, имплантацијско крварење не би требало да буд са угрушцима.
Количина
Већина жена може да напуни улошке и тампоне током менструације, али са имплантацијским крварењем је другачије и може да доведе у заблуду – јер је крварење  обично само тачкасто или светло, а не пуног тока. Обично, имплантацијско крварење је у облику малих ружичастих или смеђих исцедака само када се жена обрише или тек толико да се остави крвав траг на улошку (повремено или увек након промене улошка).
Трајање
Имплантацијско крварење треба да траје само између неколико сати до три пуна дана. Ако је крварење  јарке или тамноцрвене боје, траје дуже од три дана и пуни улошке/тампоне, мало је вероватно да се ради о  имплантацијском крварење.
Жене које пролазе кроз прву трудноћу вероватно ће уочити или крварити мало више од жена које су навикле на оплодњу јајета. 
Међутим, ако  је менструални циклус краћи од нормалног (< 3 дана), није напуњен уложак или тампон,  крв је више ружичастобраонкаст него црвен и жена има мање грчева него нормално, могуће је да се ради о имплантацијском крварењу.

## Терапија
Имплантацијско крварење је нормалан знак трудноће и обично није опасно, и нема потребе за лечењем.
Крварење узроковано имплантацијом обично нестаје у року од неколико дана без потребе за лечењем. Ненормално тешко крварење може бити знак менструације или компликација у трудноћи.
Лекари препоручују да жене не користе тампоне током имплантацијског крварења.

## Проблеми
Имплантацијско крварење не би требало да буде разлог за забринутост и не би требало да представља прави ризик за бебу у развоју ако је дошло до нормалне трудноће. Међутим ако жена доживи крварење или оскудно крварење или мрље више од неколико дана након изостанка менструације, није вероватно да се ради о имплантацијском крварењу, већ о неком патолошком стању.
Иако се ово  благо крварење након имплантације током трудноће сматра нормалним, постоји и неколико главних разлога због којих се он може појавити:
- иритација грлића материце (нарочито након ОБГ прегледа),

- иритација или мале капи крви након сексуалног односа.

- тешко или прекомерно подизање терета или напорно вежбање,

- инфекција роднице.
- Најмање 50% жена које доживе крварење  (осим имплантацијског крварења) ће наставити да има нормалну, здраву трудноћу .

- Продужено крварење може бити знак нечег озбиљнијег, посебно током трудноће.

Моларна трудноћа или побачај су две бриге, због чега је при сваком одласку у ординацију или код других лекара неопходно да их обавестите о тренутном или недавном крварењу (нарочито ако је јако), као и о свим другим симптомима које имате.
У првом тромесечју, обавезно обавестите свог лекара о било каквим мрљама.
Обавестите свог лекара одмах о било каквим мрљама у другом или трећем триместру.
Ако у било ком тренутку током трудноће доживите јако крварење, одмах се обратите свом лекару или размислите о тражењу хитне помоћи.
За жене које пате од мучнине/повраћање, вртоглавице, бола у стомаку (посебно једностраног бола), могуће је да имају  ванматеричну трудноћу, и о овим  симптомима морају одмах обавестите свог лекара. Иако су грчеви нормални током трудноће, када се ниво бола током грчева појачава, препоручује се жени да се обрати лекару.